# Gibercy
Gibercy is een plaats in het Franse departement Meuse. Op 15 juni 1967 werd de gemeente opgenomen in Damvillers.